# Grythyttelistan
Grythyttelistan är ett lokalt politiskt parti i Hällefors kommun. Partiet bildades inför valet till kommunfullmäktige 2010. I valet 2010 fick partiet 10,57 procent av rösterna och fick därmed tre mandat i kommunfullmäktige. I Grythyttans valdistrikt fick partiet 37,59 %.

## Valresultat
| År   | Röster | %     | Mandat  | Ref   |
| ---- | ------ | ----- | ------- | ----- |
| 2010 | 486    | 10,57 | 3 av 31 | [ 2 ] |
| 2014 | 411    | 9,39  | 3 av 31 | [ 3 ] |
| 2018 | 204    | 4,67  | 2 av 31 | [ 4 ] |
| 2022 | 248    | 6,05  | 2 av 31 | [ 5 ] |